# إيغولي: مكان الذهب
إيغولي: بليس أوف غولد (بالإنجليزية: Egoli: Place of Gold) هو مسلسل دراما تم إنتاجه في جنوب أفريقيا. بدأ عرضه في سنة 1992. بلغ عدد مواسم المسلسل 18 موسما، بلغ عدد حلقاته 4469 حلقة، وتبلغ مدة الحلقة الواحدة 30 دقيقة. تم بث المسلسل لأول مرة بتاريخ 6 أبريل 1992 بينما تم بث آخر حلقة منه بتاريخ 31 مارس 2010. من بطولة جوان كولينز، كريستين باسون، شالين سورتي ريتشاردز وبروميلدا فان رينسبورغ. هو أول مسلسل جنوب أفريقي تتجاوزحلقاته 2000 حلقة. تقع أحداث المسلسل في جوهانسبرغ.

## وصلات خارجية
- الموقع الرسمي
- إيغولي: مكان الذهب على موقع IMDb (الإنجليزية)
- إيغولي: مكان الذهب على موقع قاعدة بيانات الفيلم (الإنجليزية)